# Paiporta
Paiporta (en valencien et en castillan) est une commune de la province de Valence dans la Communauté valencienne, en Espagne. Elle est située dans la comarque de l'Horta Sud et dans la zone à prédominance linguistique valencienne. Sa population s'élevait à 25 310 habitants en 2018.

## Géographie

Localisation de Paiporta
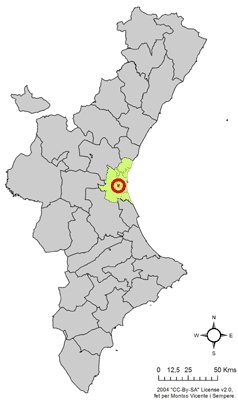
dans la Communauté valencienne.
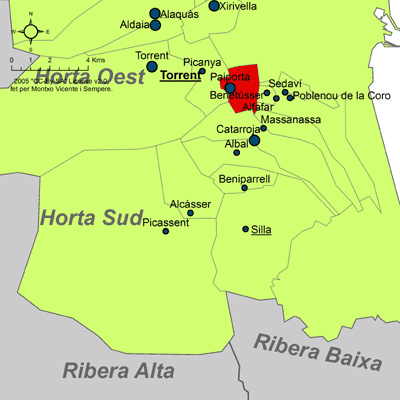
dans la comarque de l'Horta Sud.

Située au sud de la capitale régionale, Valence, son relief est pratiquement plat et le seul accident géographique important est le « barranco de Chiva », qui divise en deux la population et la commune.
Le climat est méditerranéen, avec des températures moyennes qui varient entre 10 °C en janvier et 30 °C en août.
La commune est desservie par les lignes 1, 2 et 7 du Métro de Valence.
Paiporta fait partie de la comarque historique de l'Horta de Valence.

### Localités limitrophes
Le territoire municipal de Paiporta est voisin de celui des communes suivantes :
Alfafar, Benetússer, Catarroja, Massanassa, Picanya et Valence, toutes situées dans la province de Valence.

## Histoire
Le nom primitif de Paiporta était San Jorge, ce qui nous indique que sa fondation a dû avoir lieu vers la conquête de Valence par le roi Jacques Ier d'Aragon, l'année 1238.
Sur la rive gauche du barranco de Chiva se trouvait l'ancien couvent de San Joaquín, fondé en 1595 par Leonor Pons de Pallás, sur un ancien ermitage dédié au même saint. Il fut reconstruit début du XVIIIe siècle, mais en 1838, après la confiscation des biens du clergé par Mendizábal, le bâtiment fut démoli. Au tour du couvent s'était formé un bourg nommé « Casas Nuevas de Torrente » (actuellement « El Secá ») qui fut incorporé à Paiporta en 1841.
Le 29 octobre 2024, la ville est durement touchée par les importantes inondations dans la province de Valence qui font plus de 200 morts au total, dont au moins 60 à Paiporta, parmi lesquels un bébé de quelques mois. Lors de la visite du roi Felipe VI et de la reine Letizia, accompagnés du président du gouvernement Pedro Sánchez et du président du gouvernement régional Carlos Mazón, le 3 novembre suivant, des pierres et de la boue sont jetées en direction du cortège officiel par une partie des personnes présentes.

## Démographie
| 1900  | 1910  | 1920  | 1930  | 1940  | 1950  | 1960  | 1970   | 1981   | 1991   | 2000   | 2005   | 2007   | 2009   | 2010   | 2011   | 2012   | 2018   |
| ----- | ----- | ----- | ----- | ----- | ----- | ----- | ------ | ------ | ------ | ------ | ------ | ------ | ------ | ------ | ------ | ------ | ------ |
| 2.296 | 2.506 | 2.746 | 3.074 | 3.182 | 3.574 | 4.054 | 11.224 | 14.514 | 15.627 | 18.194 | 21.341 | 22.374 | 23.519 | 23.980 | 24.298 | 24.506 | 25.310 |

## Politique et administration
La ville de Paiporta comptait 26 567 habitants aux élections municipales du 28 mai 2023. Son conseil municipal (en espagnol : Pleno del Ayuntamiento) se compose donc de 21 élus.
Faisant partie de la banlieue rouge de Valence, la municipalité a été principalement dirigée par le Parti socialiste depuis 1979.

### Maires
| Mandat    | Maire | Maire                       | Parti     | Majorité |
| --------- | ----- | --------------------------- | --------- | -------- |
| 1979-1983 |       | Bartolomé Bas Tarazona (ca) | PSOE      | 10 / 17  |
| 1983-1987 |       | Bartolomé Bas Tarazona (ca) | PSOE      | 12 / 17  |
| 1987-1991 |       | Bartolomé Bas Tarazona (ca) | PSOE      | 10 / 17  |
| 1991-1995 |       | Bartolomé Bas Tarazona (ca) | PSOE      | 10 / 17  |
| 1995-1999 |       | Bartolomé Bas Tarazona (ca) | PSOE      | 8 / 17   |
| 1999-2003 |       | Bartolomé Bas Tarazona (ca) | PSOE      | 8 / 17   |
| 2003-2007 |       | Bartolomé Bas Tarazona (ca) | PSOE      | 8 / 17   |
| 2007-2011 |       | Vicente Ibor Asensi (es)    | PP        | 12 / 21  |
| 2011-2015 |       | Vicente Ibor Asensi (es)    | PP        | 12 / 21  |
| 2015-2019 |       | Isabel Martín Gómez (ca)    | Compromís | 6 / 21   |
| 2019-2023 |       | Isabel Martín Gómez (ca)    | Compromís | 6 / 21   |
| 2019-2023 |       | Maribel Albalat Asensi (ca) | PSOE      | 5 / 21   |
| 2023-2027 |       | Maribel Albalat Asensi (ca) | PSOE      | 9 / 21   |

## Personnalités associées à la commune
- Vicent Doménech El Palleter (né en 1783), personnalité de la guerre d'indépendance espagnole.

## Jumelage
- Soliera (Italie)

### Sources
- (es) Cet article est partiellement ou en totalité issu de l’article de Wikipédia en espagnol intitulé « Paiporta » (voir la liste des auteurs).